# Jacob Wilhelm Lustig
Jacob Wilhelm Lustig (autobiografisches Pseudonym Conrad Wohlgemuth; * 21. September 1706 in Hamburg; begraben 17. Mai 1796 in Groningen) war ein niederländischer Komponist, Organist und Musiktheoretiker deutscher Herkunft.

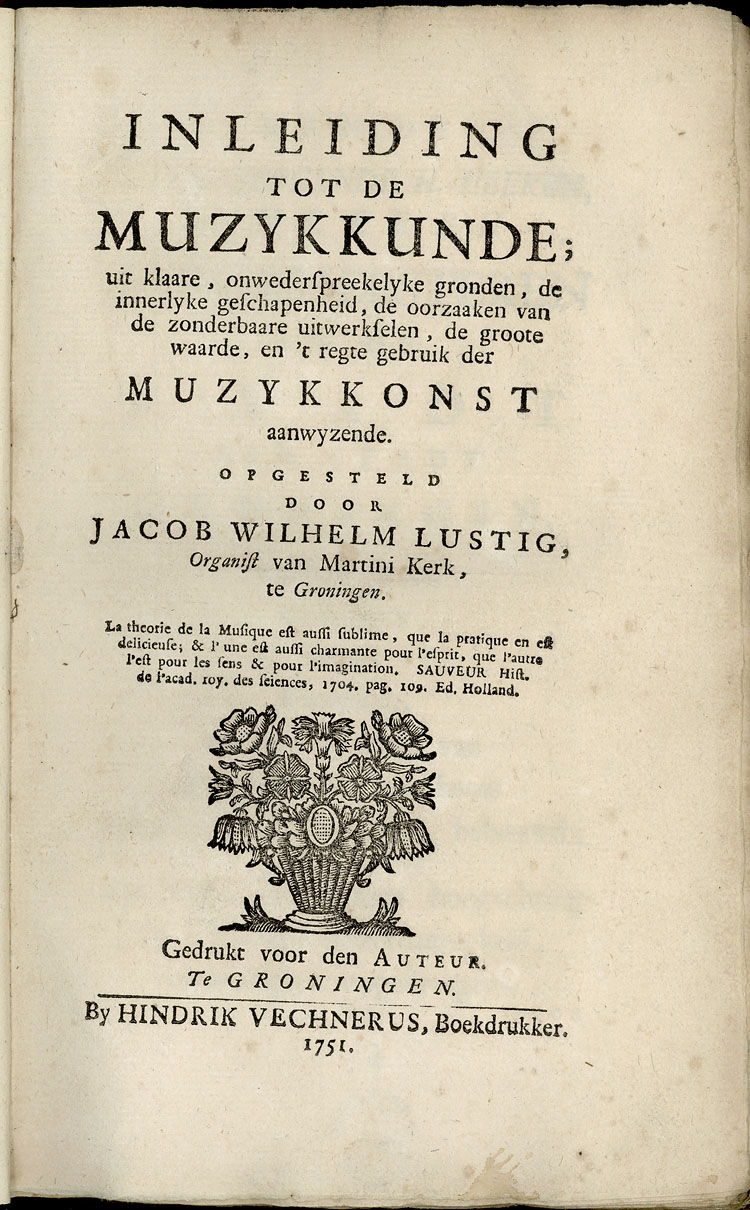
Titelblatt von Lustigs Inleiding tot de muzykkunde (1751)

## Leben
Lustigs Vater, ebenfalls Jacob Wilhelm mit Vornamen, war ein Schüler von Johann Adam Reincken und Organist und Kirchenschreiber an der alten und neuen St.-Michaelis-Kirche. Jacob Wilhelm vertrat bereits mit elf Jahren seinen kränkelnden Vater an der Orgel. Nach dessen Tod erhielt er 1723 eine Stelle als Organist an der Filialkirche. Lustig studierte bei Johann Mattheson Musiktheorie und Komposition, bei Georg Philipp Telemann praktische Fächer und bei Adolf Karl Kunzen Orgel. Er war mit dem Orgelfabrikanten Albertus Antonius Hinsz befreundet.
Da es Lustig nicht gelang, in Hamburg eine passende Anstellung zu finden, bewarb er sich um das frei gewordene Amt als Organist an der Martinikerk in Groningen. Am 22. Juli 1728 wurde es ihm zu hervorragenden Bedingungen übergeben, nachdem man sich zunächst für L. Kühl entschieden hatte. In Groningen stand ihm eine durch Arp Schnitger erbaute Orgel von 1692 zur Verfügung. 1734 unternahm er mit finanzieller Unterstützung des Stadtrats eine längere Studienreise nach England. 1736 heiratete er Alijne Reckers und erlangte 1743 das Bürgerrecht. Obwohl er in seiner autobiografischen Skizze angab, dass er mit seinem Posten völlig zufrieden gewesen sei und bis zu seinem Tod im Amt blieb, bewarb sich Lustig 1741 um die Organistenstelle an der Nieuwe Kerk in Den Haag. 1772 traf er auf Charles Burney und 1786 auf Georg Joseph Vogler, der während seines Besuchs in Groningen die Orgel spielte. Als Organist und Pädagoge genoss Lustig ein hohes Ansehen.

## Werk
Von Lustigs zahlreichen Kompositionen haben sich nur sechs Cembalosonaten, 24 Capriccetten in allen Tonarten für Clavier sowie zehn weltliche und 20 geistliche Lieder für eine Singstimme und Generalbass erhalten.
Lustigs musiktheoretische Schriften fanden in den Niederlanden eine weite Verbreitung. Ausgehend von Matthesons Texten handelte er in ihnen die Musiktheorie systematisch ab. Außerdem übersetzte er zahlreiche Werke von Theoretikern wie Johann Joachim Quantz, Andreas Werckmeister und anderen ins Niederländische.

### Gedruckte Werke (Auswahl)
- Six Sonates pour le Clavecin (Amsterdam)
- XXIV Capricetten voor 't Clavier (Harald Vogel, VNM)